# Per Wilhelm Almqvist
Per Wilhelm Almqvist, född 30 juni 1836 i Stockholm, död där 18 maj 1911, var en svensk väg- och vattenbyggnadsingenjör, professor.

## Biografi
Almqvist blev 1855 student vid Uppsala universitet och studerade sedermera vid Högre artilleriläroverket på Marieberg samt utnämndes 1863 till löjtnant i Väg- och vattenbyggnadskåren, där han 1876 befordrades till kapten. Efter att ha varit elev vid kaj- och kanalbyggnader och tjänstgjort som ingenjör vid hamn- och järnvägsbyggnader utnämndes han 1877 till professor i väg- och vattenbyggnadskonst vid Kungliga Tekniska högskolan, en befattning vilken han behöll fram till 1903.
Förutom uppsatser i in- och utländska tekniska tidskrifter om teorin för kontinuerliga bjälkar, om teorin för jordtryck m.m., författade han Lärobok i grafostatik med tillämpningar på byggnadsstatik och brobyggnadslära (I. 1880-82; I. och II. 1893-94), med vilket arbete han i Sverige införde grafostatiken i undervisningslitteraturen. Han utgav även sina Föreläsningar i brobyggnadslära (1900-01), ett på sin tid mycket värdefullt arbete. Han var 1890-1901 ledamot av Tekniska högskolans styrelse samt blev 1885 ledamot av Lantbruksakademien och 1897 av Vetenskapsakademien.